# Hrabstwo Scotts Bluff
Hrabstwo Scotts Bluff (ang. Scotts Bluff County) – hrabstwo w stanie Nebraska w Stanach Zjednoczonych. Obszar całkowity hrabstwa obejmuje powierzchnię 745,362 mil2 (1 930,49 km²). Według danych z 2010 r. hrabstwo miało 36 970 mieszkańców. Hrabstwo powstało w 1888 roku, a jego nazwa pochodzi od urwiska, które służyło za punkt orientacyjny XIX-wiecznym pionierom podróżujących szlakiem oregońskim i szlakiem mormońskim. Z kolei nazwa tego urwiska pochodzi od nazwiska trapera Hirama Scotta.

## Sąsiednie hrabstwa
- Hrabstwo Sioux (północ)
- Hrabstwo Box Butte (północny wschód)
- Hrabstwo Morrill (wschód)
- Hrabstwo Banner (południe)
- Hrabstwo Goshen (Wyoming) (zachód)

## Miasta
- Gering
- Minatare
- Mitchell
- Scottsbluff

## Wioski
- Henry
- Lyman
- McGrew
- Melbeta
- Morrill
- Terrytown